# Rafał Siemianowski
Rafał Piotr Siemianowski (ur. 25 października 1980 w Opolu) – polski urzędnik państwowy i dyplomata, w latach 2020–2021 podsekretarz stanu i zastępca szefa Kancelarii Prezesa Rady Ministrów, w latach 2021–2024 ambasador w Belgii.

## Życiorys
W 2004 ukończył studia w zakresie stosunków międzynarodowych na Uniwersytecie Warszawskim, a w 2006 został absolwentem Krajowej Szkoły Administracji Publicznej w ramach XIV promocji. W latach 2008–2009 pełnił funkcję prezesa Stowarzyszenia Absolwentów KSAP. Został urzędnikiem mianowanym służby cywilnej. Kształcił się także w IESE Business School w Barcelonie (program ARGO Top Public Executive), a w 2014 był stypendystą Fundacji Edukacyjnej Jana Karskiego na Georgetown University w Waszyngtonie. Odbywał praktyki m.in. w ambasadzie RP w Bernie, prefekturze Departamentu La Manche we Francji oraz w Dyrekcji Generalnej ds. Stosunków Zewnętrznych Komisji Europejskiej.
W 2004 przez kilka  miesięcy pracował w Urzędzie Marszałkowskim Województwa Opolskiego. Od 2006 do 2012 zatrudniony w Kancelarii Prezesa Rady Ministrów, gdzie był głównym specjalistą, radcą szefa, naczelnikiem wydziału i zastępcą dyrektora sekretariatu Prezesa Rady Ministrów. W latach 2012–2015 radca ds. politycznych oraz współpracy naukowej i akademickiej w Ambasadzie RP w Londynie. W kwietniu 2015 powrócił do pracy w KPRM jako wicedyrektor sekretariatu Prezesa Rady Ministrów, został także członkiem rady Narodowej Agencji Wymiany Akademickiej. 23 października 2020 powołano go na stanowisko zastępcy szefa Kancelarii Premiera w randze podsekretarza stanu.
W 2021 został mianowany ambasadorem w Belgii. Stanowisko objął 20 listopada 2021. 9 lutego 2022 złożył listy uwierzytelniające na ręce króla Belgów Filipa I. W 2024 otrzymał Nagrodę im. Stanisława Maczka i Simonne Brugghe przyznaną przez stowarzyszenie Maczek Memorial Belgium. Urzędowanie zakończył 31 lipca 2024. 
W grudniu 2024 został Kierownikiem Referatu ds. Relacji Dwustronnych Północno-Zachodnich w Departamencie Polityki Europejskiej Ministerstwa Spraw Zagranicznych (Polska). Zadania Referatu obejmują stosunki Polski z Wielką Brytanią, Irlandią, Holandią, Belgią i Luksemburgiem.

## Życie prywatne
Jest żonaty, ma córkę.